# Picos (Cap Verd)
Picos (crioll capverdià Pikus), també coneguda com a Achada Igreja, és una vila al centre de l'illa de Santiago a l'arxipèlag de Cap Verd. És la capital del municipi de São Salvador do Mundo. Picos es troba a 23 km al nord-oest de la capital Praia, en la carretera principal de Praia a Tarrafal via Assomada. L'etimologia del seu nom deriva de les formacions rocalloses petites i altres que dominen a l'àrea.
El parc natural de Pico da Antónia es troba al sud de la vila. També està a l'est de la parròquia de São Salvador do Mundo i té la seva església.

## Població
| Any         | Població |
| ----------- | -------- |
| 1990 (Cens) | 3,414    |
| 2010 (Cens) | 986      |

## Història
El 14 de febrer de 1834 el governador colonial portuguès Manuel António Martins va decidir traslladar la seu colonial de Ribeira Grande (ara Cidade Velha) a Picos.
Era una zona castigada per la fam en 1855 com ho va ser el de la resta de l'illa, i el governador va traslladar temporalment la residència a Picos, no a Praia.